# Atlante (topologia)
In matematica, in particolare in topologia, un atlante è un oggetto che consente di descrivere una varietà attraverso un insieme di funzioni continue. Ogni funzione è detta carta.

## Introduzione
Un atlante descrive come uno spazio complicato è formato da pezzi più semplici, detti "carte". 
Più precisamente, un atlante di uno "spazio complicato" è costruito a partire dalle seguenti informazioni:
- Una lista di spazi che sono considerati "semplici".
- Per ogni punto dello spazio complicato, un intorno del punto omeomorfo a uno spazio semplice. L'omeomorfismo è chiamato carta.
- Nell'intersezione di due intorni, le due carte possono essere composte, dando luogo ad una funzione fra "spazi semplici", chiamata funzione di transizione (o di incollamento).
- Si richiede che le varie funzioni di transizione siano compatibili. Come minimo, si richiede che siano omeomorfismi, ma in genere si impongono requisiti più stringenti, ad esempio che la funzione sia differenziabile.

Questa definizione di atlante è del tutto analoga al significato non matematico di atlante. Ogni singola mappa in un atlante della Terra comprende un intorno di un punto del globo omeomorfo al piano. Anche se ogni mappa non si allinea esattamente con le altre mappe che si sovrappongono ad essa (a causa della curvatura della Terra), la sovrapposizione fra due mappe può essere ancora confrontata (usando le linee di latitudine e longitudine, ad esempio).

## Definizione

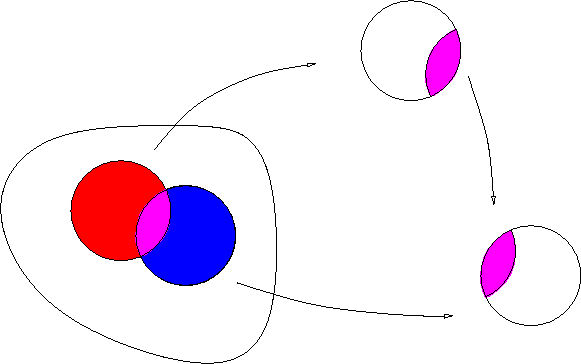
Due carte che si intersecano danno luogo ad una funzione di transizione fra "spazi semplici".

Una varietà topologica {\displaystyle \{X,U\}} è uno spazio topologico di Hausdorff {\displaystyle X}, secondo numerabile, per il quale è possibile definire un ricoprimento {\displaystyle U=\{U_{i}\}} costituito da insiemi aperti tale che ogni aperto può essere messo in relazione con un aperto dello spazio euclideo attraverso un omeomorfismo. 
Si definisce carta {\displaystyle (U_{i},\phi _{i})} un omeomorfismo {\displaystyle \phi _{i}:U_{i}\to \phi _{i}(U_{i})} che ad un aperto {\displaystyle U_{i}\subset X} mette in relazione un aperto {\displaystyle B_{i}=\phi _{i}(U_{i})} di {\displaystyle \mathbb {R} ^{n}}.
Si definisce atlante per lo spazio topologico {\displaystyle X} un insieme {\displaystyle \{U_{i},\phi _{i}\}} di carte tale che {\displaystyle \bigcup U_{i}=X}.
In particolare, per ogni punto {\displaystyle q\in U_{i}} esiste una carta:
{\displaystyle \phi (q)=(x_{1}(q),\dots ,x_{n}(q))}
e le funzioni {\displaystyle \{x_{i}(q)\}} sono dette coordinate di {\displaystyle q} rispetto alla carta {\displaystyle (U_{i},\phi _{i})}.

### Atlanti compatibili e massimali
Due atlanti sono compatibili se la loro unione è ancora un atlante. Due atlanti compatibili descrivono lo stesso "oggetto complicato": un tale oggetto può essere descritto da un unico atlante massimale, definito come l'unione di tutti gli atlanti compatibili.

## Esempi
Scelte differenti di spazi semplici e di condizioni di compatibilità portano a differenti oggetti. Ad esempio, scegliendo come spazio semplice {\displaystyle \mathbb {R} ^{n}}, si ottengono le varietà topologiche. Richiedendo che le funzioni di transizione siano differenziabili, si ottengono le varietà differenziabili.